# NS-Zwangsarbeit im Raum Berlin

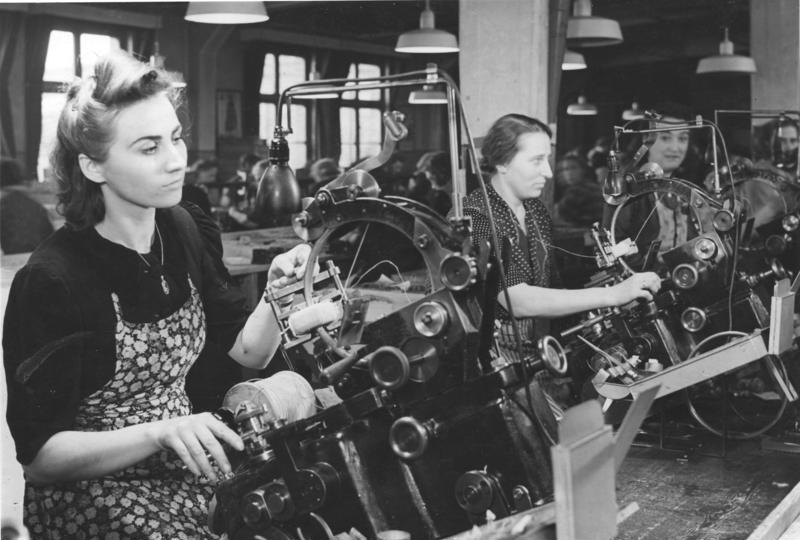
Französische Zwangsarbeiterinnen bei Siemens, Berlin 1943

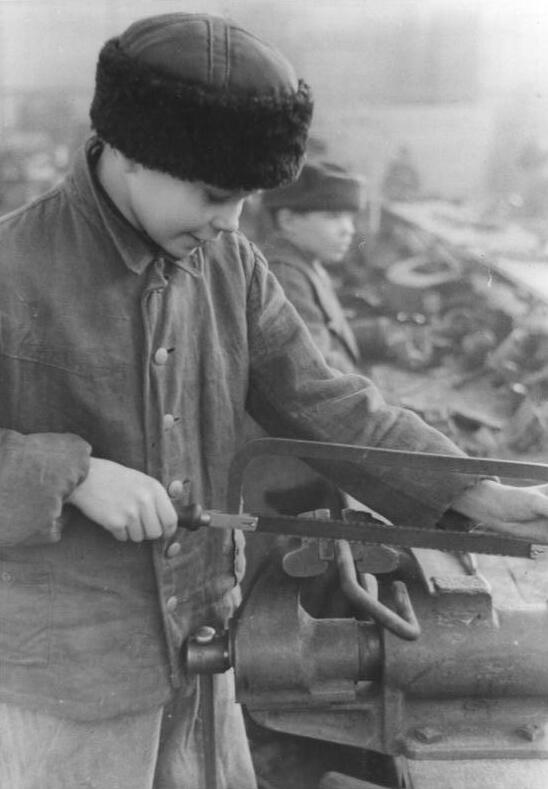
14-jähriger Ukrainer im Instandsetzungswerk der Wehrmacht, Berlin 1945

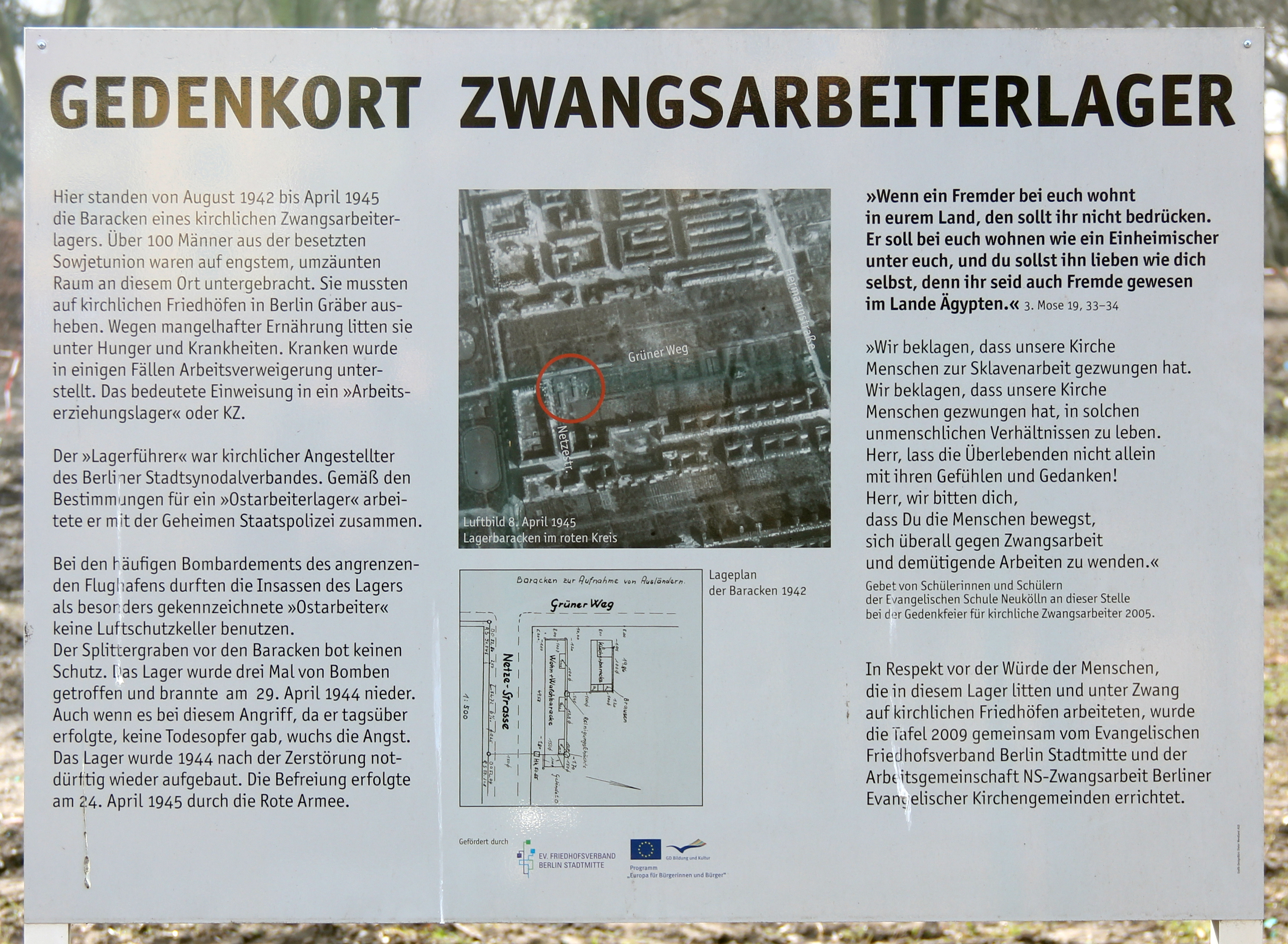
Gedenktafel kirchliches Zwangsarbeiterlager, Berlin-Neukölln

NS-Zwangsarbeit im Raum Berlin diente der Aufrechterhaltung der dortigen Produktion während des Zweiten Weltkriegs.

## Geschichte
Der völkerrechtswidrige Einsatz von Kriegsgefangenen begann in Berlin im Juni 1941 mit dem Einsatz von 1673 Kriegsgefangenen unbekannter Nationalität in Rüstungsbetrieben. Neben sowjetischen Kriegsgefangenen, die als so genannte Ostarbeiter besonders schlecht behandelt wurden und wie KZ-Häftlinge nicht entlohnt wurden, internierte man ab 1943 (Kriegserklärung des ehemals Verbündeten) auch die ursprünglich auf freiwilliger Basis angeworbenen italienischen Arbeitskräfte und setzte sie zur Zwangsarbeit ein. Als Militärinternierte wurden sie den sowjetischen Arbeitern gleichgestellt und unter besondere Bewachung gestellt; so sahen die Richtlinien für die Unterbringung der italienischen Militärinternierten vor, dass selbst der Besuch von Sanitäreinrichtungen nur im Beisein eines Polizisten erfolgen durfte.
Der Siemens-Konzern (Siemens & Halske, Siemens-Schuckertwerke, Siemens-Reiniger-Werke) beutete in und um Berlin besonders die Arbeitskraft von KZ-Häftlingen aus. Nach dem Bau von zwanzig Fertigungsbaracken für 800 Frauen direkt auf dem Gelände des Konzentrationslagers Ravensbrück im Jahr 1942 setzte man KZ-Häftlinge 1943/1944 bei der Siemens-Kabel-Gemeinschaft (SKG) in Berlin-Gartenfeld und 1944/45 in den Siemens-Schuckertwerken in Berlin ein.
Ab dem Jahr 1941 stieg die Zahl der Zwangsarbeiterinnen und Zwangsarbeiter in Berlin sprunghaft an. Ihre Zahl einschließlich der Kriegsgefangenen lag zum 1. September 1944 bereits bei über 300.000. Ende des Jahres waren es bereits 350.000. Den Hauptanteil bildeten Bürger der Sowjetunion mit 19,2 Prozent, gefolgt von Zwangsarbeitern aus Polen mit 14,5 Prozent und aus Frankreich mit 12 Prozent. In der Reichshauptstadt Berlin, die der zentrale Rüstungsstandort war, wurden während des Krieges über 500.000 Menschen durch Zwangsarbeit ausgebeutet, das entsprach etwa 20 Prozent aller Beschäftigten. Das zentrale Durchgangslager, von dem aus das Arbeitsamt Arbeitskräfte nach Berlin zuwies, befand sich in der Nordmarkstraße (heute Fröbelstraße) im Bezirk Prenzlauer Berg. Das einzige Arbeitserziehungslager der Stadt (nur für Männer) befand sich in Wuhlheide. Hier musste (beispielsweise wegen „Nichterfüllung der Arbeitspflicht“) äußerst harte Zwangsarbeit unter Einsatz der Prügelstrafe verrichtet werden. Die bekanntesten Häftlinge in Wuhlheide waren der Sportler Werner Seelenbinder und der Berliner Dompropst Bernhard Lichtenberg.
Die Kirchengemeinden setzten gleichfalls Zwangsarbeiter ein, zum Beispiel die „Sklaven der Kirche“ in der Berliner Hermannstraße, die Bestattungen der Kriegstoten durchführen mussten.
1944 verlegten viele Berliner Firmen ihre Produktionsstätten aus Angst vor Bombenangriffen in das Berliner Umland. Aus diesem Grund erhöhte sich die Anzahl von Zwangsarbeitern in Berlin nicht mehr. Der Siemens-Konzern ohne die dazugehörenden Gesellschaften beschäftigte am Jahresende 1944 von 65.400 Arbeitskräften allein 17.400 Zwangsarbeiter, das entspricht 26,6 Prozent der Belegschaft. Die Graetz–Radio AG in Berlin-Treptow, Elsenstraße, hatte die von 1940 bis zum Abtransport in die Vernichtungslager 1943 eingesetzten jüdischen schrittweise durch russische (seit Juni 1942), französische und niederländische Zwangsarbeiter ersetzen lassen. Insgesamt waren es etwa 1100 Personen. Während die russischen Arbeitskräfte als Gefangene galten, die unter ständiger Bewachung auch am Arbeitsplatz standen, bekamen die niederländischen Zwangsarbeiter den gleichen Akkordlohn wie deutsche nichtjüdische Arbeiter. Zudem unterlagen sie keiner Bewachung, konnten sich also außerhalb der Arbeitszeit frei bewegen, wogegen die Graetz AG zur Internierung ein eigenes „Russinnenlager“ in der Köpenicker Landstraße 208–218 in Berlin-Baumschulenweg unterhielt. In Begleitung einer Wachperson wurde ihnen unter bestimmten Voraussetzungen gestattet, in Gruppen bis zu fünf Personen „ausgeführt“ zu werden.
Die Zahl der Berliner Zwangsarbeiterlager während des Zweiten Weltkriegs dürfte fünfstellig gewesen sein. So nennt zum Beispiel Rainer Kubatzki in seiner „Bibel“ der Berliner Zwangsarbeiterlager ganze 26 Lager für Berlin-Kreuzberg. seit dem Jahr 2002 sind über 365 Kreuzberger Lager nachgewiesen – also das vierzehnfache. Kubatzki nennt für ganz Berlin über 1.000 Lager. Aber wenn man das ins Verhältnis setzt, ergibt das insgesamt mehr als 10.000 Lager. Und wenn man in einzelnen Bezirken intensiver nach Lagern recherchiert, bestätigt sich die Vermutung, dass bei Kubatzki nur die Spitze eines Eisbergs zu sehen ist.
Die meisten Lager hatten Platz für 100 bis 200 Personen. Die beiden größten Lager mit bis zu 3000 Personen befanden sich in Adlershof und Falkensee. Neben Gemeinschaftslagern, die von der Deutschen Arbeitsfront betrieben wurden, existierten diverse betriebseigene Lager. In der metallverarbeitenden Industrie Berlins profitierten während des Zweiten Weltkrieges die großen Produktionsstätten von Siemens in der Siemensstadt und der AEG in Treptow (Apparate-Werke) ebenso wie viele kleinere und mittelgroße Betriebe, die zum größten Teil in Kreuzberg lagen, von der massenhaften Zwangsarbeit.
In der Salamander-Schuhfabrik wurden vor allem Frauen als Zwangsarbeiter eingesetzt.

## Würdigung
1997 wurde an einer der Fassaden des Ehrenhofs des Siemens-Verwaltungsgebäudes in Berlin
die Erinnerungstafel Das Geheimnis der Erlösung heißt Erinnerung angebracht. Das von den Künstlern Beate Passow und Andreas von Weizsäcker geschaffene Mosaik zeigt im Andenken an die Siemens-Zwangsarbeiter vor aufgelöstem Hintergrund einen Siemens-D-Zug (populäre Bezeichnung für einen 1924 gefertigten Röhrenempfänger).